# Ultraroyalistes (Espagne)
Pour les articles homonymes, voir ultra, ultraroyalistes (homonymie) et Apostolique.

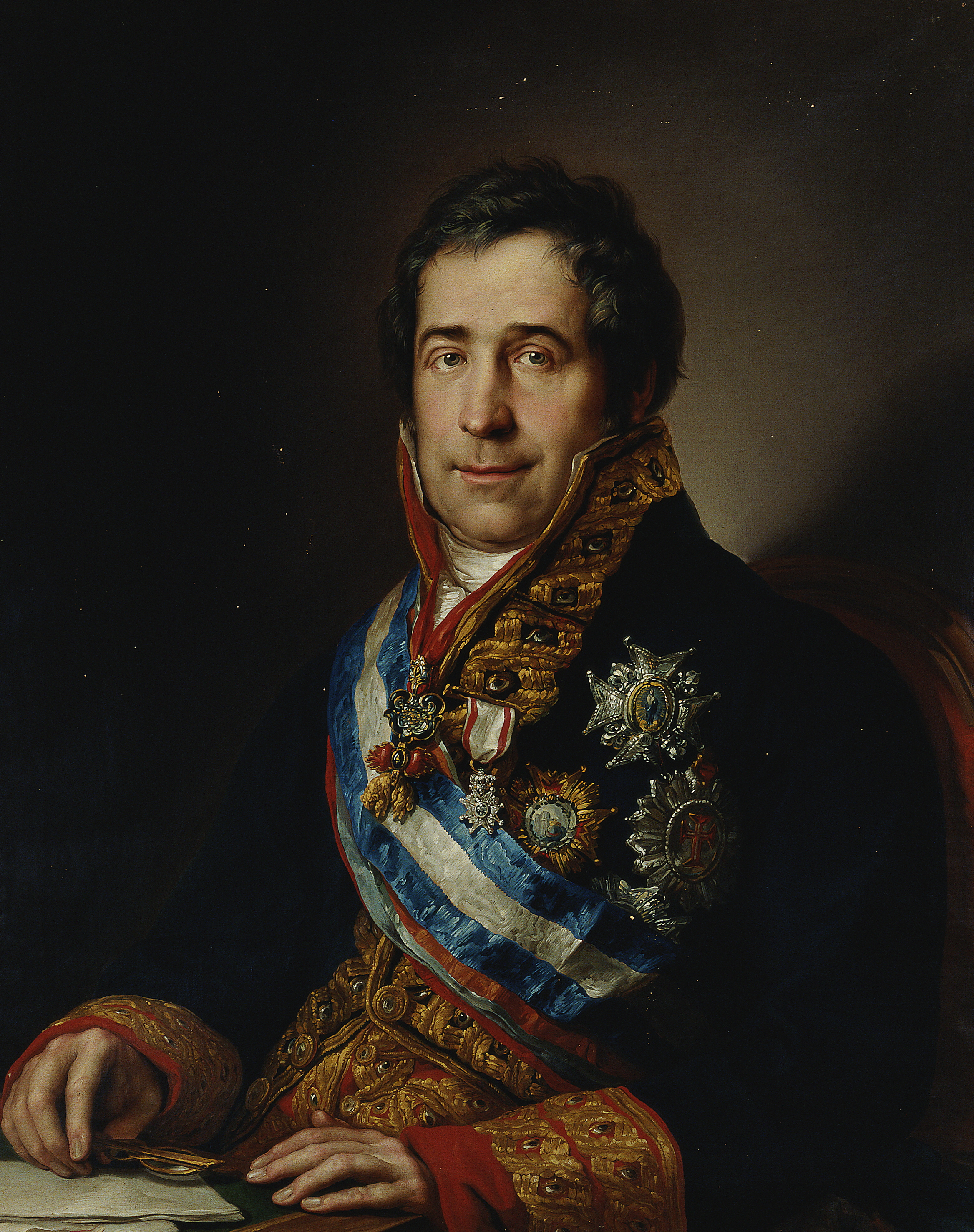
Francisco Tadeo Calomarde, secrétaire du département (Despacho) de Grâce et Justice entre 1823 et 1833, fut l'ultra le plus influent de toute la Décennie abominable. Il tomba en disgrâce à la suite de son rôle dans les événements de La Granja en 1832. Il s'enfuit en France déguisé en moine.

Durant la Décennie abominable (1823-1833) du règne de Ferdinand VII d'Espagne, les ultraroyalistes (en espagnol : ultrarrealistas), aussi appelés apostoliques (apostólicos), ultra-absolutistes (ultraabsolutistas) ou simplement ultras (ultras), sont les partisans d'un absolutisme intransigeant, extrémiste ou « pur », qui s'opposent aux absolutistes « réformistes », partisans de modérer l'absolutisme en suivant les avertissements de la Quadruple Alliance et de la France de la Restauration, dont l'intervention en Espagne avait mis fin en octobre 1823 au régime constitutionnel instauré après le triomphe pronunciamiento de Riego de janvier 1820.
Les ultras défendaient la restauration complète de l'absolutisme, y compris le rétablissement de l'Inquisition — ce que le roi Ferdinand VII, sous la pression des puissances européennes, n'avait pas fait après son abolition par les libéraux durant le Triennat libéral —. Leur principal soutien était le frère du roi Charles de Bourbon — héritier du trône car Ferdinand VII n'avait pas réussi à avoir d'enfants après trois mariages —, raison pour laquelle ils étaient aussi parfois appelés « carlistes ». Les ultras furent au centre de plusieurs insurrections comme celle de Joaquín Capapé (1824) et celle de Georges Bessières (1825), mais le conflit le plus grave qu'ils provoquèrent fut la guerre des Mécontents, survenue en 1827 en Catalogne.

## Dénomination
La dénomination d'« ultras » est surgie des propres rangs ultraroyalistes. Le journal El Restaurador publia au début de 1824 un article intitulé « Brèves réflexions sur les ultras » dans lequel il les définissait comme « des sujets des premières classes de l'État, des familles les plus distinguées de la société [...] qui [...] défendent les principes de la légitimité et l'ordre. […] Ils défendront en paroles et en actes qu'il ne peut y avoir de sécurité sur les trônes tant que ceux-ci mendieront le suffrage populaire ; qu'il ne peut y avoir de vraie société sans qu'il y ait de classes et de hiérarchies ; que les innovations philanthropiques ne sont rien d'autre que des leurres pour la prédation et la tyrannie jacobines »,. De leur côté, les libéraux les appelaient « apostoliques ».
À partir de 1830, les ultras ou apostoliques furent appelés « carlistes » lorsqu'ils prirent parti pour l'infant Charles (Don Carlos) dans le conflit successoral déclenché par la promulgation par Ferdinand VII de la Pragmatique Sanction de 1830 en vertu de laquelle l'héritage de la couronne espagnole passa de son frère Don Carlos à sa fille nouveau-née Isabelle. Après la mort de Ferdinand en septembre 1833, le conflit déboucha sur la première guerre carliste,,.

## Idéologie
Ángel Bahamonde et Jesús A. Martínez soutiennent que les différences entre ce qu'ils préfèrent appeler les « réformistes illibéraux » et les « ultras royalistes » n'étaient pas politiques, puisqu'ils partageaient le même objectif (« le maintien de l'État absolu »), mais stratégiques. Les premiers prônaient un « réformisme administratif sans ouvertures politiques » ou « réformisme technique », tandis que les seconds s'opposaient à tout changement, même limité. Comme le souligne Josep Fontana, ce qui unissait le conglomérat humain hétérogène qui constituait l'ultraroyalisme était « l'hostilité au libéralisme bourgeois du triennat ―et la crainte que l'absolutisme modéré ne puisse conduire à son rétablissement, ne serait-ce que partiellement― ». C'est pourquoi les ultras ou apostoliques réclamaient « le maintien intact de l'absolutisme et la lutte idéologique contre les idées modernes qu'ils identifiaient au libéralisme ».

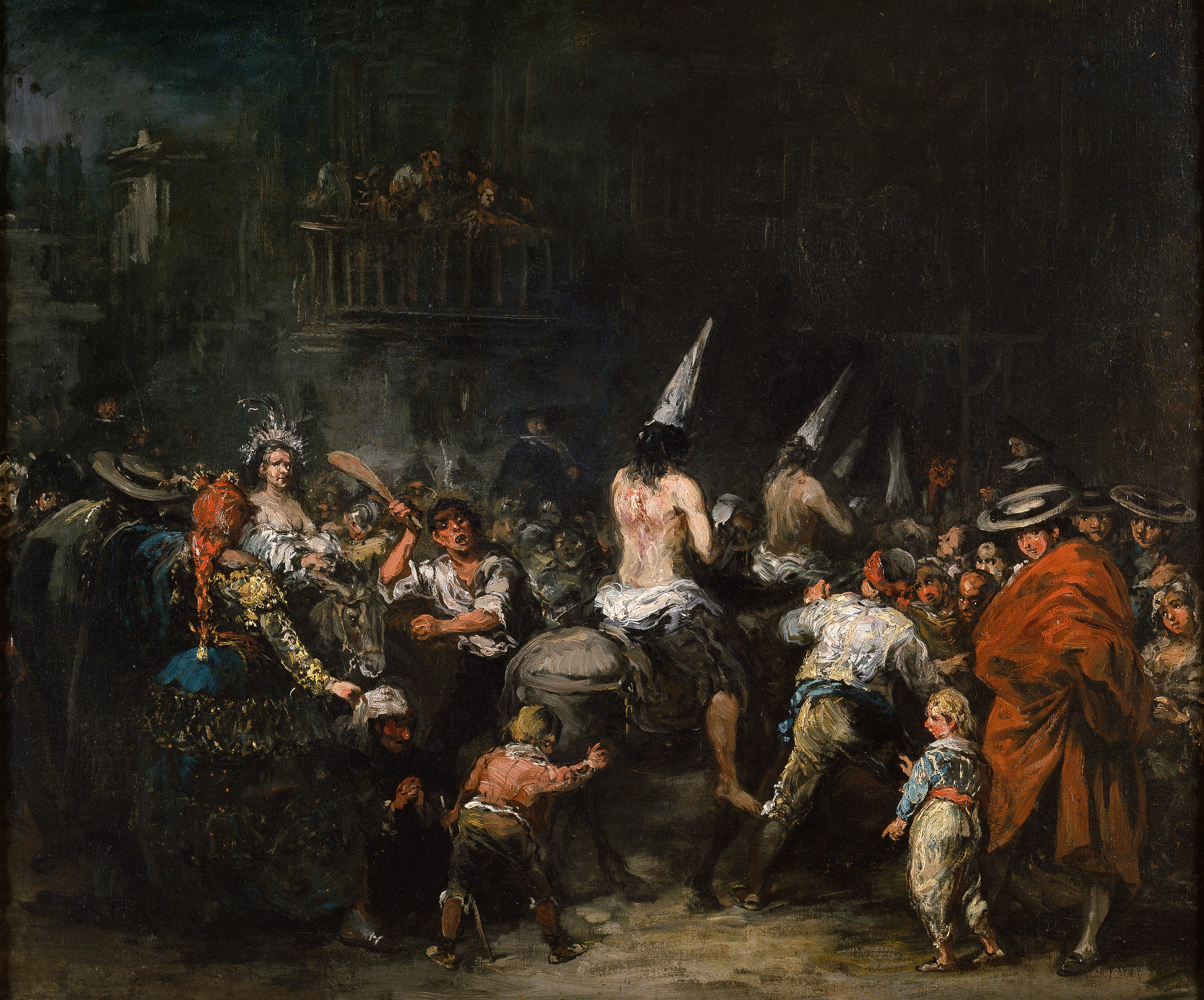
Condamnés par l'Inquisition, d'Eugenio Lucas (musée du Prado). La décision de ne pas rétablir l'Inquisition fut l'une des raisons, si ce n'est la principale, de la rupture entre « ultras » et « réformistes ».

Pour sa part, Emilio La Parra López souligne que, bien que les deux groupes fussent défenseurs de la monarchie absolue, les différences ne résidaient pas seulement dans la vision de la stratégie contre-révolutionnaire à mettre en œuvre pour la préserver, mais traduisaient également leurs traditions politiques et culturelles diverses. Les « royalistes modérés ou pragmatiques », comme les appelle La Parra López, étaient les héritiers de l'élite dirigeante éclairée qui, durant les règnes de Charles III et Charles IV, avait consacré tous ses efforts à contrer les obstacles posés par l'aristocratie et le clergé aux réformes engagées pour moderniser l'appareil d'État ; tous ces ilustrados étaient régalistes (en), raison pour laquelle ils suscitèrent l'antipathie de la majorité des ecclésiastiques. Les « royalistes radicaux, ou ultras », au contraire, se nourrissaient de la pensée réactionnaire opposée aux Lumières et considéraient les réformes prônées par les « modérés », bien qu'elles fussent essentiellement de nature administrative, comme une atteinte à l'ordre naturel établi par Dieu et cause de l'« anarchie ». « Ils aspiraient à établir une alliance étroite entre le trône et l'autel, comprenant que les intérêts de l'autel [l'Église] étaient au-dessus de ceux du trône [la Monarchie] et que, par conséquent, les lois civiles devaient se conformer aux principes de la religion (théocratie). Le seul interprète de cet « ordre » naturel était l'Église de Rome, d'où son ultramontanisme et l'importance attribuée aux ecclésiastiques dans la vie publique ». D'où aussi leur insistance sur la restauration de l'Inquisition ― « Inquisition, Seigneur, Inquisition, pour exterminer les doctrines hérétiques et subversives », réclamaient-ils au roi ― ou du moins, comme le demandait l'« ultra » marquis de Villaverde de Limia, leur demande que tous les livres étrangers entrant dans le pays soient envoyés à l'évêque le plus proche pour autorisation ou « ordonner qu'ils soient brûlés immédiatement..., sans autre recours ni procès séculier ».
Dans leur opposition aux réformes des absolutistes « modérés », qu'ils qualifiaient de « libéraux », les ultras ou apostoliques soutenaient que nombre des fonctionnaires nommés au ministère du Trésor étaient autrefois afrancesados ou libéraux, ce qui était en grande partie vrai parce que Luis López Ballesteros avait fait prévaloir dans sa désignation les capacités techniques sur l'affiliation politique passée. « On voit dans les bureaux du Trésor beaucoup de libéraux convaincus », affirmait un ultra en 1825 ; « Au Trésor, il y a un ordre pour que l'affectation de toutes sortes d'oiseaux soient admise », déclara un autre ultra trois ans plus tard ; « La Constitution est déjà en place au Trésor », disait un troisième en 1830.
Les ultras ne voyaient pas non plus la nécessité des réformes car ils avaient « une vision irréelle des choses », comme en témoignent les propositions chimériques de récupération de l'empire américain ou l'initiative du Conseil d'État, où les « ultras » avaient la majorité, de mettre aux enchères publiques l'exportation de sangsues pour pallier le déficit du Trésor. « En fin de compte, la principale différence entre les modérés et les ultras résidait dans le plus grand sens des réalités des premiers par opposition aux obsessions et aux fantasmes qui régissaient le comportement des seconds", souligne Juan Francisco Fuentes . Le référent des « ultras », Don Carlos, frère du roi et héritier du trône tant que Ferdinand VII n'avait pas de descendance, s'en remettait entièrement à la religion et à la Providence . Dans une lettre, il écrit : "Il y a une sainte crainte de Dieu et avec cela il y a de bonnes mœurs, des vertus, la paix, la tranquillité, la joie et tout." 

## Histoire

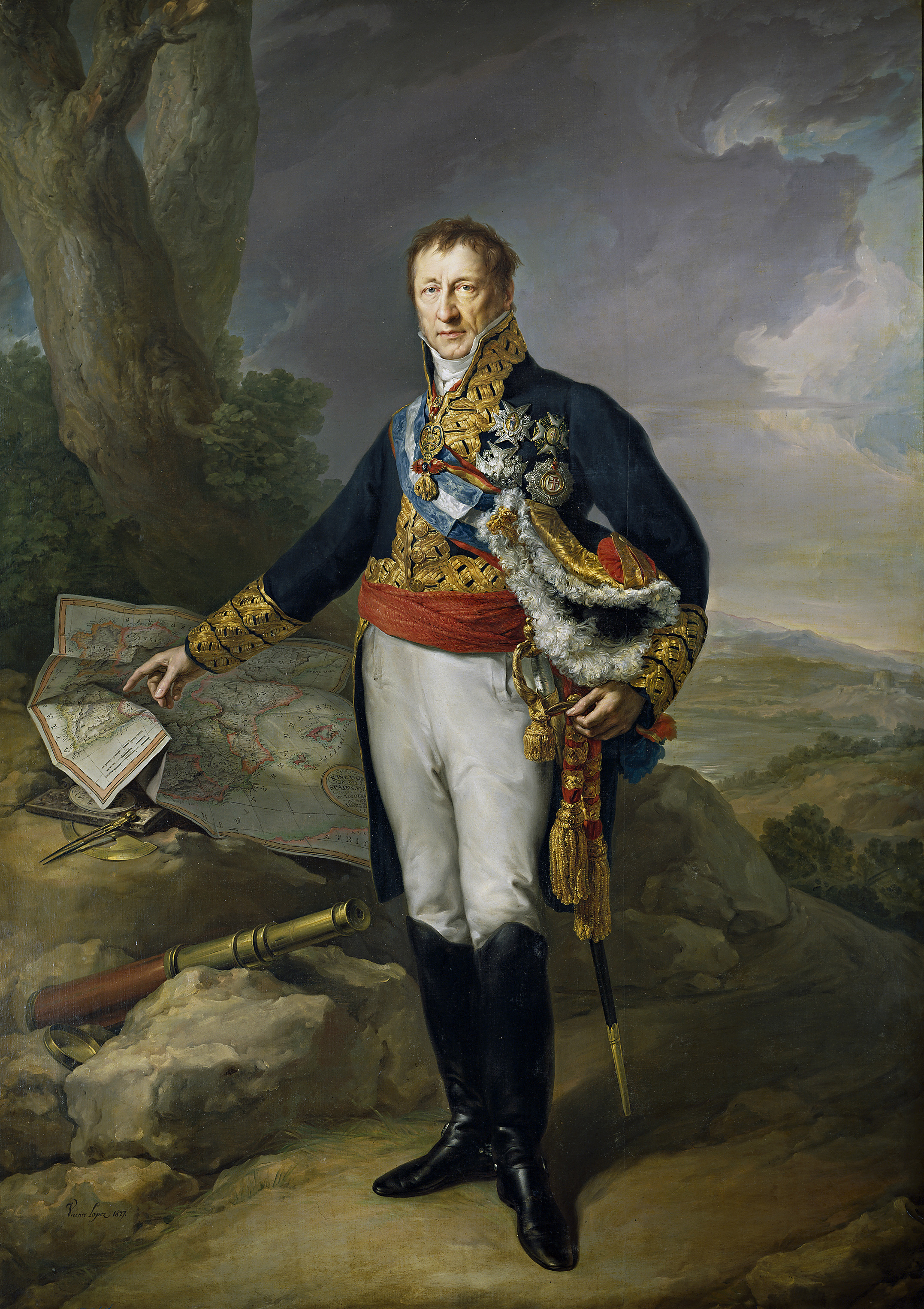
Portrait de Pedro de Alcántara Álvarez de Toledo, duc de l'Infantado, par Vicente López Portaña (1827). Le duc était l'un des ultras les plus en vue. Entre octobre 1825 et août 1826, il dirigea le gouvernement lorsqu'il fut nommé secrétaire du département d'État par Ferdinand VII.

L'origine des « ultras » ou « apostoliques » se trouvait chez les royalistes qui avaient combattu les libéraux pendant le Trienniat libéral dans la guerre civile de 1822-1823. Ils montrèrent leur plus grande influence et capacité de mobilisation durant la dernière période de la guerre, lorsque le pouvoir ―au nom de Ferdinand VII qui était soi disant « captif » des libéraux― fut détenu par la régence absolutiste  ―qu'avait nommée à Madrid en mai 1823 le duc d'Angoulême, commandant en chef du corps expéditionnaire français―puisque leur idéologie coïncidait pleinement avec la politique menée par la régence ―qui était « destinée à jeter les bases pour l'établissement d'un régime absolu de caractère théocratique, rhétoriquement fondé sur l'alliance du trône et de l'autel, dans lequel l' Inquisition, restaurée dans tout son pouvoir historique, serait l'un des organismes vertébrateurs »― comme en témoigne la grande mobilisation qui parvint à laisser sans effet l'Ordonnance d'Andújar.
C'est précisément dans cette période, de mai à septembre 1823, qu'apparurent ou prirent de l'ampleur les sociétés secrètes ultra-absolutistes, comme la Junte apostolique ou El Ángel Exterminador. Ce fut l'héritage politique que la régence laissa à Ferdinand VII selon Emilio La Parra López : « la consolidation de groupes de fanatiques absolutistes, qui se considéraient habilités à imprimer une tournure extrémiste avec une claire saveur cléricale dans la vie publique espagnole. C'est ce que l'on dénommer l'extrémisme royaliste ou ultra. « Ils reçurent le soutien de ceux qui se sentaient lésés par la politique libérale [du Triennat] : anciens artisans ayant des difficultés à poursuivre leur activité dans un cadre productif qui se dirigeait vers le capitalisme, paysans touchés par les prix bas et les impôts, pauvres des villes, membres des partidas realistas, qui, après leur dissolution, restèrent au bord de la misère et pleines de frustrations et de ressentiments, en particulier leurs commandements, et, naturellement, une multitude de clercs, en particulier ceux appartenant aux ordres religieux, qui, se considérant comme les principales victimes du libéralisme, lui déclarèrent une guerre sans merci ».
Cette analyse est partagée par Josep Fontana : « Concernant la question de la participation des masses populaires rurales et urbaines aux côtés des apostoliques, nous pourrions dire qu'une bonne partie des groupes qui collaborèrent étaient constitués de personnes tenues à l'écart des transformations économiques qui étaient en cours à cette époque : artisans au chômage à cause de la concurrence de la production industrielle moderne (comme les femmes que les machines avaient mises au chômage à Ripoll), paysans ruinés par la crise agraire, « prolétaires », comme on les appelle à l'époque, qui regrettaient l'assistance aux pauvres que le vieil ordre leur garantissait. [...] L'Église, l'Ancien Régime et eux avaient en commun l'inimitié envers l'ordre libéral bourgeois qui n'avait pas apporté de réponses à leurs problèmes. Mais s'ils acceptaient la rhétorique politique de la contre-révolution, ils la teintaient de connotations populistes opposant les pauvres aux riches ».

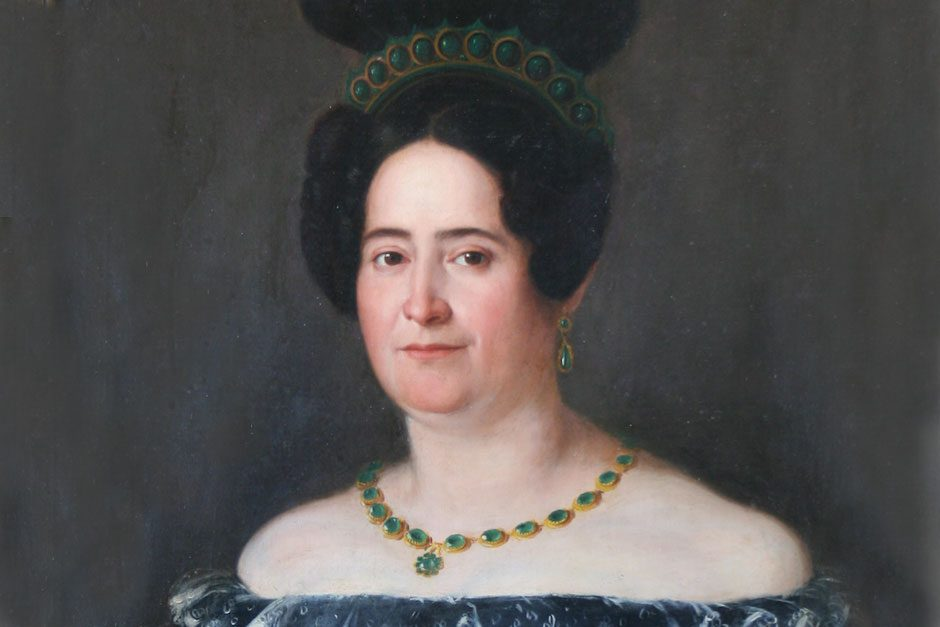
Marie-Thérèse de Bragance, princesse de Beira. Elle et sa sœur Marie Françoise de Bragance, épouse du prétendant Don Carlos, furent les principales instigatrices, depuis le palais Royal de Madrid, du « parti apostolique », qui devint plus tard le « parti carliste ».

Selon Josep Fontana, le « parti apostolique » représentant des « ultras » se consolida entre décembre 1823 et 1824 en réaction au nouveau gouvernement absolutiste « réformiste » nommé début décembre par Ferdinand VII sous la pression des puissances européennes. Contre ces absolutistes modérés, « ils mèneront une guerre civile larvée, dirigée par des sociétés secrètes et des groupes de conspirateurs », de sorte qu'« au cours des années suivantes, les gouvernements de Ferdinand VII devront évoluer entre la double menace des libéraux et des ultras ».
Bien qu'à certaines occasions les sociétés secrètes absolutistes « puissent en venir à s'associer pour un objectif précis [...] il n'existait rien qui ressemblât à une organisation centralisée », ce qui fut un facteur déterminant dans l'échec des insurrections ultras. « Les ultras eux-mêmes furent certainement les premiers intéressés à faire courir des fables sur une junte apostolique qui contrôlait tout — des fables qui en certaines occasions furent sur le point d'être prises au sérieux même par des gens bien informés, comme l'ambassadeur de France Boislecomte — pour fomenter le climat de terreur chez leurs ennemis et sembler plus forts qu'ils ne l'étaient en réalité ». En revanche, ils disposaient bien du ferme soutien de l'Église espagnole et du « bras armé » des Volontaires Royalistes,.
Au sein de la famille royale, les ultras ou apostoliques avaient le soutien de Don Carlos, de son épouse Marie Françoise de Bragance et de sa belle-sœur la princesse de Beira, au point que leurs appartements au Palais constituaient le centre du « parti apostolique ». Don Carlos n'hésita pas à avertir Fernando VII de la mauvaise voie qu'il empruntait selon lui, en se mettant  « entre les mains » des « méchants ». « Considère qu'ils ne doivent pas t'en remercier car ils se sont déjà emparés de la maison du voisin et disposent de l'entrée la plus directe », lui écrivit-il en juillet 1826, faisant référence au Portugal où un régime constitutionnel venait d'être instauré. Il lui dit : « [Si tu n'agis pas] tu peux perdre ta couronne et peut-être ta vie, et avec vous tous les bons, et la sainte religion que nous professons en Espagne [peut] être perdue ». Les ultras avaient également dans leur camp la sœur du roi Charlotte-Joachime de Bourbon qui était mariée à Jean VI du Portugal,. Celle-ci, engagée dans la cause absolutiste portugaise incarnée par son fils Don Miguel, écrivit à Ferdinand VII depuis Lisbonne : « Ce que je fais et ferai, c'est demander à Dieu de t'ouvrir les yeux pour ne pas te précipiter et précipiter tout le monde ». Elle lui demandait également de reconsidérer la situation compliquée dans laquelle il se mettait s'il n'ouvrait pas les yeux et changeait de système ». Elle l'exhorta également à en finir radicalement avec tous les libéraux.